# Кейп-Код (канал)
Кейп-Код (англ. Cape Cod Canal) — канал в Массачусетсе.
Длина канала — около 11 км, а ширина может достигать 150 м. На севере канал имеет выход в залив Кейп-Код, на юге — в залив Баззардс. Канал является частью Атлантического Берегового канала.
Данный канал был прорыт в 1914 году у основания полуострова Кейп-Код. Интересно, что первые планы строительства прохода для судов датируются ещё 1830 годами, хотя Плимутская колония здесь существовала с 1620 годов.
Канал не только заметно сокращает путь из Бостона в Провиденс и Нью-Йорк, но и повышает безопасность судоходства. Заливы Кейп-Код и Баззардс хорошо защищены от штормов, кроме того, у кораблей меньше шансов потерпеть крушение или сесть на мель у восточного побережья полуострова Кейп-Код. Канал Кейп-Код имеет юго-юго-восточное направление.
Через канал построено два автомобильных (Сагамор и Бурн) и один железнодорожный мост.
В год через канал проходит около 20 тысяч больших и малых судов.

## Галерея

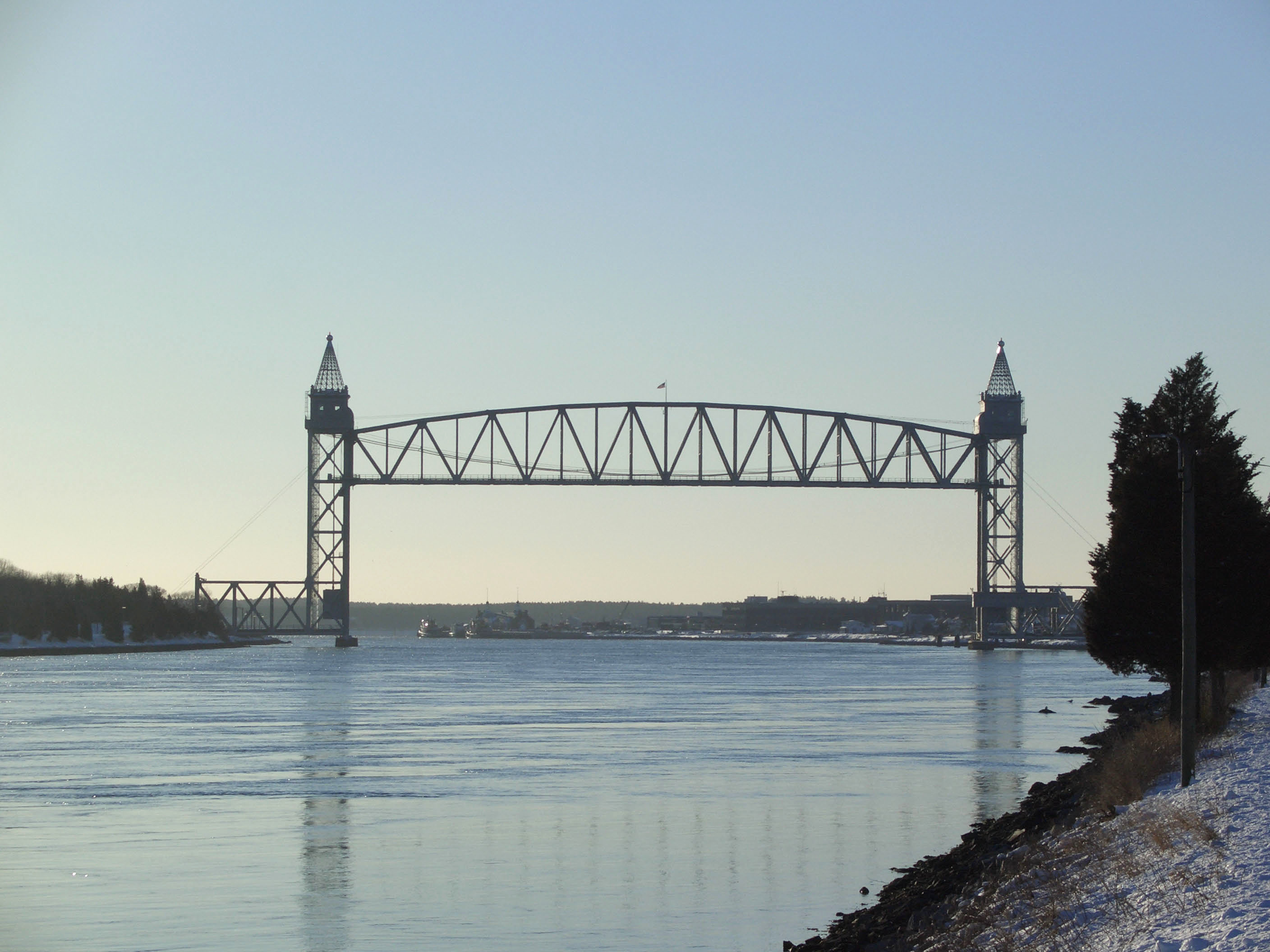
Железнодорожный мост
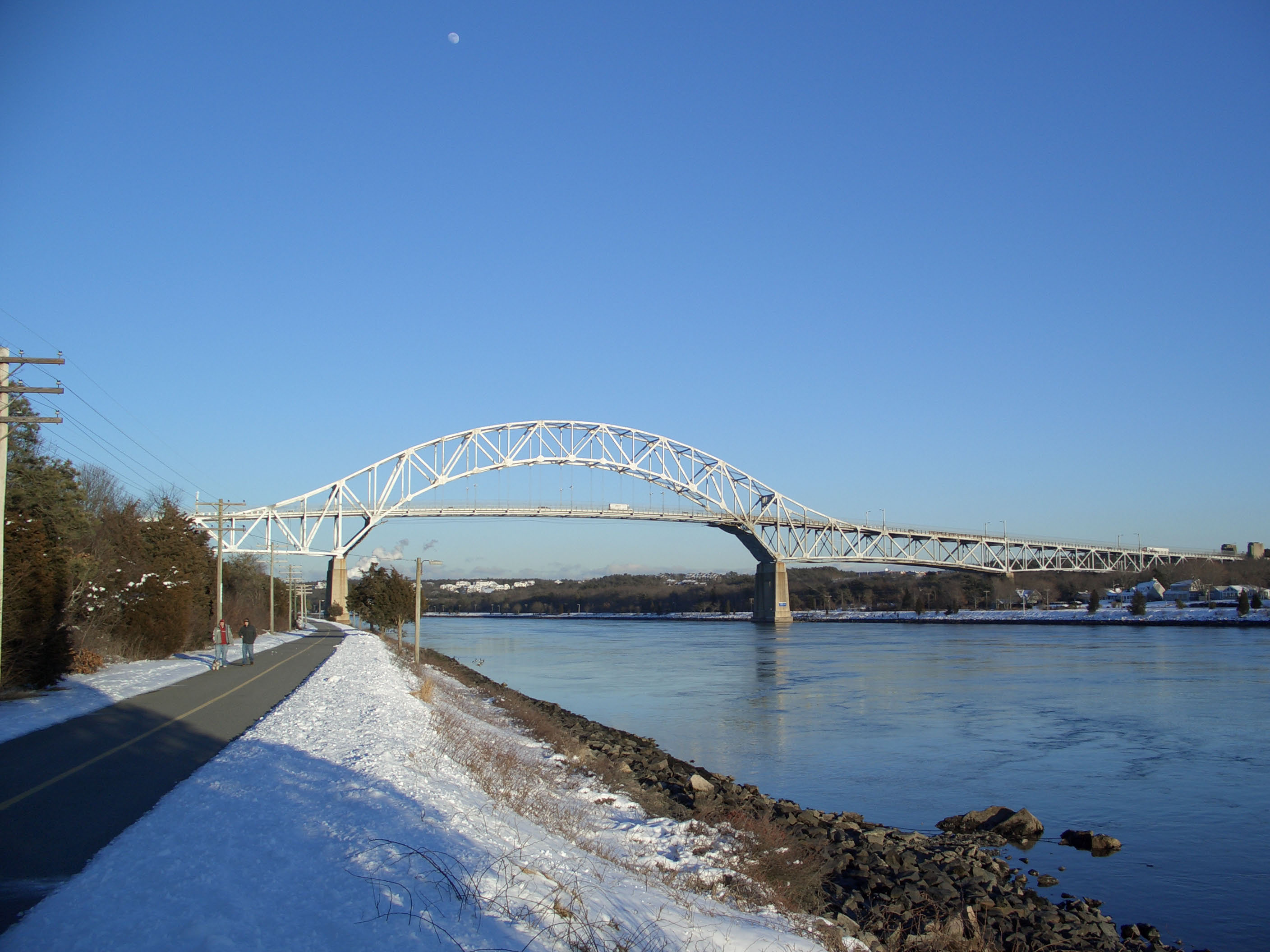
Мост Бурн
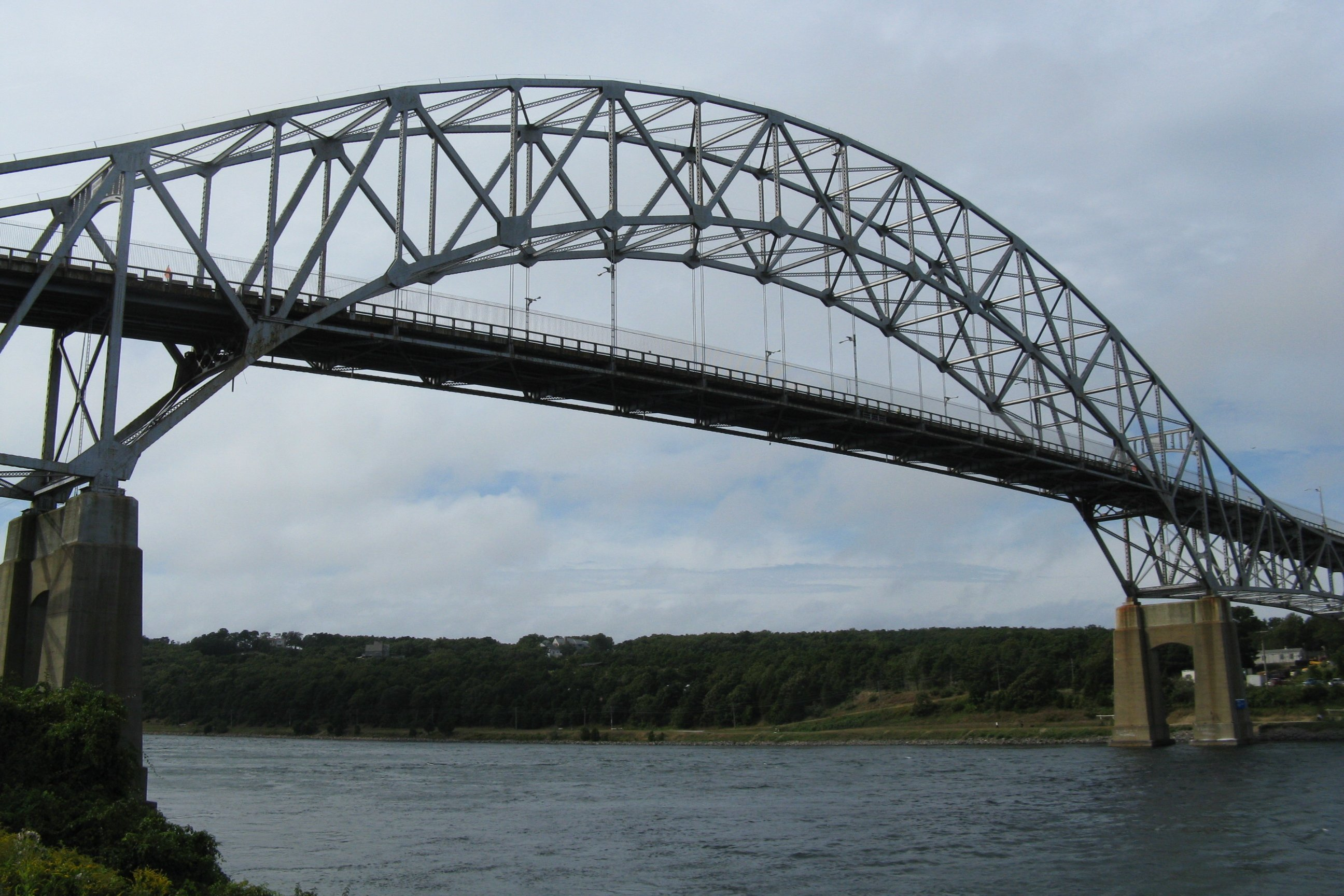
Мост Сагамор
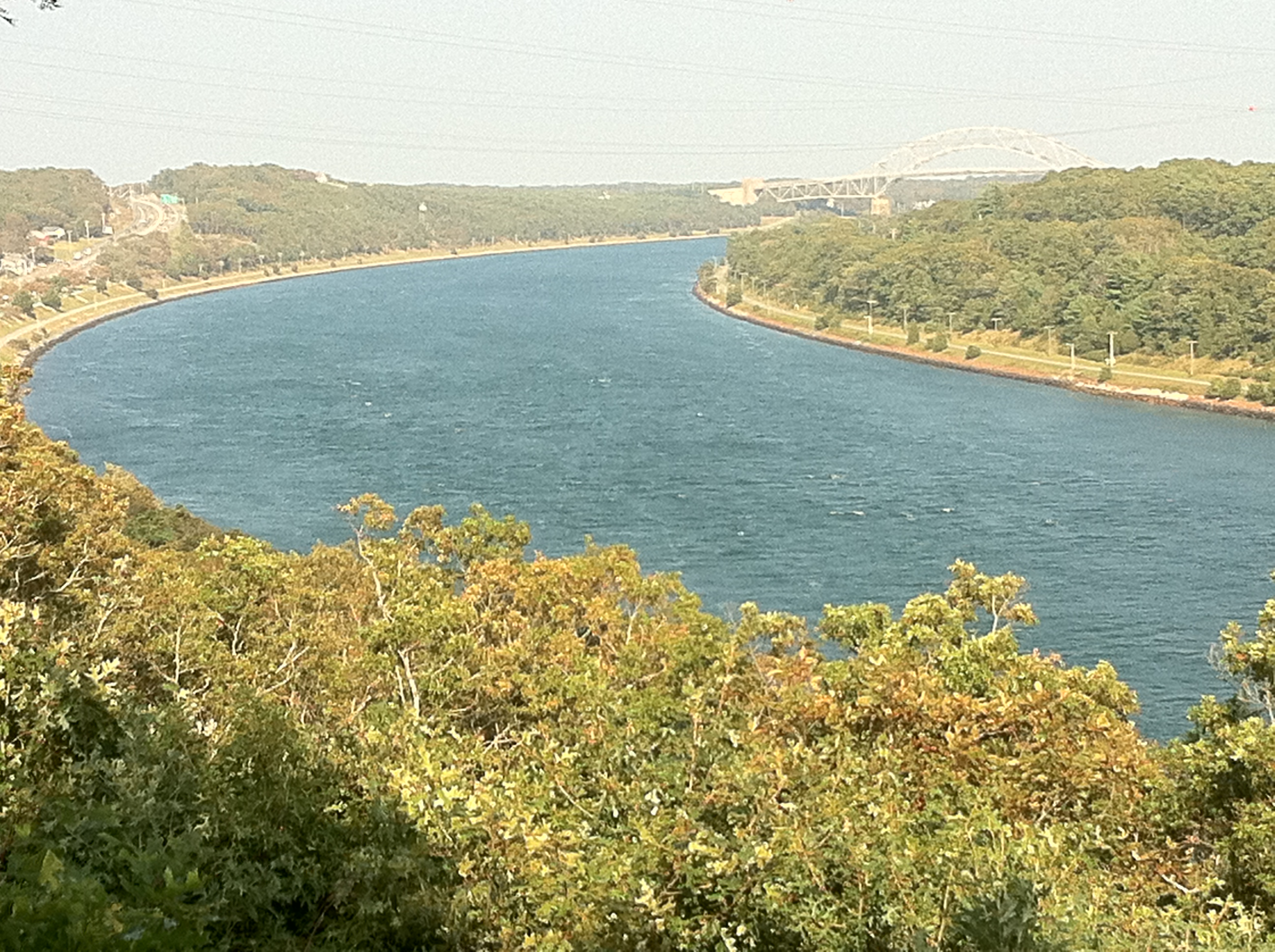
Канал с высоты птичьего полёта